# Сергеенков, Александр Николаевич
Александр Николаевич Сергеенков (род. 28 июня 1955 года, Рославль, Смоленская область, РСФСР, СССР) — советский и российский учёный, политический деятель, депутат Государственной Думы ФС РФ первого созыва (1993—1995), кандидат экономических наук.

## Биография
Родился в семье сельских учителей. Покончании средней школы в 1972 году поступил на экономический факультет ЛГУ. Получил высшее образование по специальности «экономист — преподаватель политэкономии». С 1977 по 1985 год работал в Ивановском текстильном институте ассистентом кафедры политической экономии. Учился в аспирантуре ЛГУ в 1980-1983 годах, в 1984 году защитил диссертацию на соискание учёной степени кандидата экономических наук.
С 1985 по 1992 год работал в Балаковском филиале Саратовского политехнического института ассистентом, старшим преподавателем, доцентом кафедры гуманитарных наук, преподавал политэкономию. В 1988—1990 году был членом КПСС, с 1990 по 1994 год был председателем Балаковского городского отделения движения «Демократическая Россия». В 1990 году был избран депутатом Балаковского горсовета народных депутатов, с 1992 по 1993 год был заместителем председателя горсовета. В 1993 году был заместителем председателя временного комитета города Балаково по реформе органов власти и организации местного самоуправления.
В 1993 году избран депутатом Государственной думы РФ I созыва от Балаковского одномандатного избирательного округа № 155 (Саратовская область) (выдвинут избирательным блоком «Выбор России», получил 19,8%). В Государственной думе был членом комитета по экономической политике, входил во фракцию «Выбор России».
В марте 1994 года член инициативной группы по созданию партии Демократический выбор России (ДВР), вступил в партию.
В 2005 году работал заместителем руководителя аппарата Комитета Совета Федерации по финансовым рынкам и денежному обращению.
Женат, имеет двоих детей.